# Fixació del complement

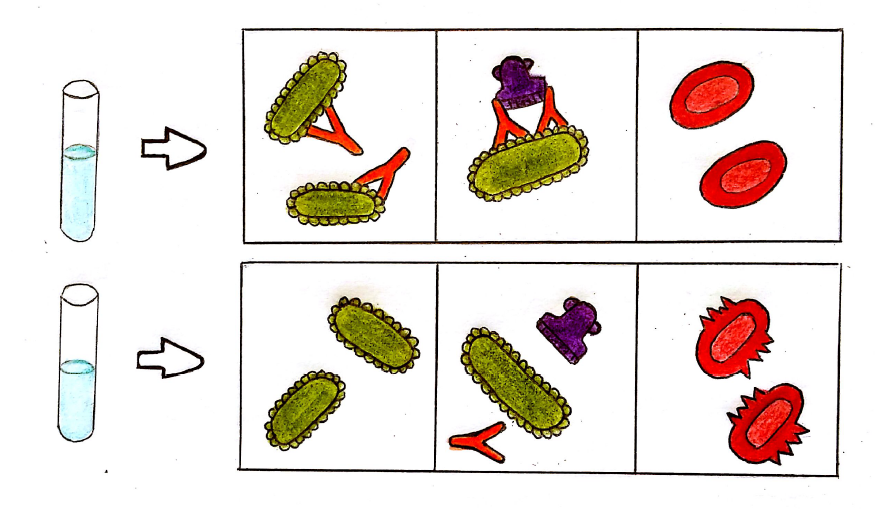
Fixació del complement. En el dibuix superior es pot veure com s'ha produït la unió del complement al complex antigen-anticòs, no hi ha lisi dels eritròcits i, per tant, el resultat és positiu. En el dibuix inferior no es produeix la unió, hi ha lisi dels eritròcits(hemòlisi) i, per tant, el resultat és negatiu.

La fixació del complement és un tipus de prova serològica que mesura la capacitat del complement per unir-se als complexos antigen-anticòs. S'utilitza per detectar quantitats molt petites d'anticossos o per anticossos que no produeixen una reacció visible (com seria l'aglutinació o la precipitació), en les que es demostra la seva presència mitjançant la fixació del complement durant la fixació antigen-anticòs.
Aquesta tècnica ha estat utilitzada pel diagnòstic de la sífilis (prova de Wassermann). Actualment encara s'utilitza per al diagnòstic de determinades malalties produïdes per virus, fongs i Rickettsia (gènere de bacteris patògens). La prova requereix una gran cura i bons controls, per això, hi ha tendència a substituir-la per proves més noves i simples.
Metodològicament la prova es desenvolupa en dues fases: una primera que consisteix en la reacció antigen-anticòs en un medi líquid, i la segona, consistent en l'addició de complement, una hemolisina depenent de complement i eritròcits. El resultat és positiu si s'ha produït reacció antigen-anticòs, és a dir, si el sèrum analitzat contenia anticossos enfront de l'antigen, el complement queda fixat, no pot activar l'hemòlisi dels glòbuls vermells i, un cop feta la centrifugació, es veu un botó al fons del pou de la microplaca.
El complement és un reactant inespecífic de la resposta immunitària humoral de l'organisme, que està compost per diverses proteïnes. Aquest sistema necessita ser activat per una reacció en cadena. Les proteïnes del complement són enzims que la seva funció principal és destruir agents estranys que entren en l'organisme. Aquests enzims s'activen en reaccions d'unió d'antigen-anticòs. Hi ha dos sistemes per a la fixació de complement: el sistema de prova amb sèrum problema, antigen específic i complement i el sistema indicador: eritròcits, hemolisina (Ac anti eritròcits). S'aplica en veterinària entre d'altres per la diagnosi de la brucel·losi, IBR, DVB, la febre aftosa del bestiar, el borm caní i la toxoplasmosi.
Butchner i Pfeiffer van detectar que el sèrum dels animals infectats amb Vibrio cholerae tenia la capacitat de lisar al microorganisme infectant, fet que no es donava en el sèrum d'animals sans. Jules Bordet va descobrir el 1894 que aquesta propietat lítica del sèrum depenia de dos factors: un termoestable (Ab) i un altre termolàbil, aquest últim s'inactivava a 56 °C durant 30' i el va anomenar «alexina», avui dia conegut com a complement.

## Metodologia
La prova de fixació del complement es duu a terme en 2 fases.

### Fase I: fixació del complement
El primer pas consisteix a incubar el sèrum problema (del pacient) a 56 °C/60' per tal de destruir el sistema complement i així evitar falsos positius. Seguidament s'afegeix una quantitat determinada d'antigen específic per als anticossos que es pretenen detectar. Si hi ha anticossos al sèrum problema, s'uniran als antigens formant l'immunocomplex.
El següent pas serà la incubació del sèrum després d'haver afegit el complement. Si hi ha immunocomplexos formats aquests es fixaran a ell i seran consumits. En cas contrari, el complement quedarà lliure.

### Fase II: sistema indicador
Per tal de comprovar si el complement ha quedat lliure (no presència d'immunocomplexos) o fixat (presència d'immunocomplexos) afegirem un sistema indicador constituït per un sèrum hemolític (amb d'eritròcits), hemolisina dependent del complement i anticossos subaglutinants (anticossos antieritrocítics). En el cas que el complement estigui lliure serà capaç d'actuar junt amb l'hemolisina destruint els eritròcits donant a una dissolució rogenca. Si per contra, el sistema es troba fixat, no serà capaç de col·laborar en la lisi d'eritròcits i es produirà un botó en el fons de la microplaca degut a la sedimentació dels glòbuls vermells.
- Reacció positiva: no hi ha hemòlisi perquè el complement s'ha consumit en la reacció inicial. Indica que hi ha Ac en el sèrum problema.
- Reacció negativa : hi ha hemòlisi perquè el complement no s'ha consumit en la reacció inicial. Indica que hi ha absència d'Ac en el sèrum problema.

És important tenir en compte l'acció anticomplementària d'alguns sèrums perquè han estat mal recollits, hi ha material contaminat o a causa de certes malalties del pacient que impedeixen que el complement actuï enfront del sistema hemolític. Per corregir aquest problema dels sèrums es pot augmentar les dilucions del sèrum problema, absorbir el sèrum enfront al complement per tal de neutralitzar l'anticomplementarietat per després inactivar-lo i doblar la quantitat de complement en el sèrum del pacient perquè una part neutralitzi la anticomplementarietat i l'altre actuï en la reacció.
En l'etapa inicial d'una malaltia es poden detectar pocs anticossos. La producció d'anticossos s'incrementa en el transcurs d'una infecció, per aquesta raó és recomanable que el test es torni a realitzar diverses setmanes després del primer examen.

## Components de la prova
La prova es realitza en un tub o pou de placa de micromètode.

### Reactius
1. Antigen / antigen de control
A l'aïllar antigens de les cèl·lules infectades, aquests poden tenir components de la cèl·lula hoste, que poden reaccionar amb un sèrum que continguin anticossos contra aquests, esdevenint així falsos positius. Per reconèixer aquestes reaccions inespecífiques cal utilitzar antigens de control: material cel·lular no infectat de la mateixa línia cel·lular, reprocessat per la formació d'antígens. L'antigen de control s'utilitza de forma anàloga a l'antigen en una prova paral·lela.
2. Sèrums de control negatius i positius
Diluir el sèrum a 1:10 i prepar la dilució en tampó de la reacció de fixació del complement. Per inactivar el complement endogen del sèrum cal colocarl-lo en un bany d'aigua calenta a 56 °C durant 30 minuts.
3. Complement comercial
Preparar la dilució en el tampó de la reacció de fixació del complement tenint en compte la informació de l'etiqueta.
4.Amboceptor
Anticòs termoestable present en els sèrums animals en què ha estat injectat un antigen. Preparar la diluició 1:2500.
5. Tampó de la reacció de fixació del complement (TRFC)
Dissoldre el contingut del flascó en 2 litres d'aigua destil·lada.
6. Hematíes
Normalment s'utilitzen eritròcits de corder. Primer netejar amb el tampó o amb una solució fisiològica de clorur sòdic, posteriorment realitzar un ajustament fotomètric a l'1% amb tampó.
7. Sistema hemolític llest per a l'ús
Barrejar en la mateixa proporció la dilució de treball de l'amboceptor i la suspensió a l'1% d'eritròcits. Incubem durant 30 minuts a 37 °C per tal de sensibilitzar-los.